# Nola endoscota
Nola endoscota är en fjärilsart som beskrevs av George Francis Hampson 1914. Nola endoscota ingår i släktet Nola och familjen trågspinnare. Inga underarter finns listade i Catalogue of Life.